# Familia FM
Familia FM est une station de radio privée basée en Guinée dans la capitale (Conakry).
Elle a été agréée le 09 août 2006. Elle a commencé à émettre le 15 Décembre 2006 en Guinée sur la 105.3